# Santa Coloma (La Rioja)
Santa Coloma é um município da Espanha
na província e comunidade autónoma de La Rioja, de área 20,24 km² com população de 143 habitantes (2007) e densidade populacional de 6,23 hab/km².

## Demografia
| Variação demográfica do município entre 1991 e 2004 | Variação demográfica do município entre 1991 e 2004 | Variação demográfica do município entre 1991 e 2004 | Variação demográfica do município entre 1991 e 2004 |
| --------------------------------------------------- | --------------------------------------------------- | --------------------------------------------------- | --------------------------------------------------- |
| 1991                                                | 1996                                                | 2001                                                | 2004                                                |
| 169                                                 | 153                                                 | 140                                                 | 126                                                 |